# Turnaj Čechie BVB Karlín
Zimní Turnaj Čechie BVB Karlín byl úplně první ročník zimních fotbalových turnajů v České republice. Turnaj se konal v roce 1998 v Karlíně a účastnily se ho jen české týmy z 1. a 2. ligy.

## Konečná tabulka
Vítězem se stal tým FC Bohemians Praha. Druhý byl tým AFK Atlantic Lázně Bohdaneč.
| Poř. | Tým                         | Z | V | R | P | VG | OG | B  |
| ---- | --------------------------- | - | - | - | - | -- | -- | -- |
| 1.   | FC Bohemians Praha          | 7 | 4 | 2 | 1 | 18 | 8  | 14 |
| 2.   | AFK Atlantic Lázně Bohdaneč | 7 | 3 | 4 | 0 | 12 | 8  | 13 |
| 3.   | FK SIAD Most                | 7 | 3 | 2 | 2 | 11 | 7  | 11 |
| 4.   | FC Viktoria Plzeň           | 7 | 3 | 1 | 3 | 10 | 11 | 10 |
| 5.   | FK Teplice                  | 7 | 3 | 1 | 3 | 11 | 14 | 10 |
| 6.   | FK Viktoria Žižkov          | 7 | 1 | 3 | 3 | 9  | 12 | 6  |
| 7.   | SK Dynamo České Budějovice  | 7 | 1 | 3 | 3 | 10 | 11 | 6  |
| 8.   | SK Čechie Karlín            | 7 | 1 | 2 | 4 | 8  | 18 | 5  |

## Celkové pořadí
1. FC Bohemians Praha
2. AFK Atlantic Lázně Bohdaneč
3. FK SIAD Most
4. FC Viktoria Plzeň
5. FK Teplice
6. FK Viktoria Žižkov
7. SK Dynamo České Budějovice
8. SK Čechie Karlín